# ティーボ
TiVo（ティーボ、ティーボゥ）とは、内蔵のハードディスクにテレビ放送を録画する家庭用デジタルビデオレコーダの名前であり、もしくはそれを開発した企業の名前である。
有料で番組表を提供し、ユーザーが予約録画出来るほか、ユーザーの好みそうな番組を自動的に学習して録画する機能を持っている。

## 概要
ティーボとはハードウェア自体を指す場合と、運営会社TiVo Inc.、ティーボサービスというティーボの通信サービスを指す場合が有る。TiVo Inc.はシリコングラフィックス社、タイムワーナー系のフルサービスネットワークデジタルビデオシステム社出身者によって設立された。
2006年初頭に日本市場に参入する予定とされていたが、2010年11月現在もなおサービスは開始されていない。アメリカの他に、ニュージーランド、カナダ、メキシコ、オーストラリア、台湾、スウェーデン、スペイン、イギリスに参入している。日本ではデジタル放送波に映像・音声信号と一緒に重畳されているEPGデータを利用して無料で同等の機能がHDDレコーダーに標準装備されているサービスであるため、毎月の料金を徴収するビジネスモデルは成立が難しい。TiVo DVRはお気に入りのテレビ番組を逃さないSeason Passの録画ようにスケジュールをプログラムする電子テレビを提供する：WishList検索はユーザーにタイトル、出演者、ディレクター、カテゴリ、キーワードで視聴者の興味に一致する番組を探し録画することを可能にする。TiVoは、TiVo DVRをホームネットワークに繋げると、映画とテレビ番組のダウンロード、発展した検索、個人写真閲覧、音楽提供、オンラインスケジュールを含むサービスを提供する。
ティーボはLinuxをソフトベースとしたTiVo ソフトウェアと会員向けダイアルアップサービスを提供しており、ハードウェア自体はソニーやフィリップスがティーボのライセンスを受けて相手先ブランドによる生産により供給している。ティーボはPowerPCまたはMIPSプロセッサーと、MPEG-2エンコード、デコードチップと、ハードディスクにより構成される。 また東芝とパイオニアはDVD-Rを内蔵した機種を発売しているが、アメリカでは光ディスク媒体に記録して個人のライブラリを作るという文化がほとんどなく、DVD-R付きモデルは普及はしていない。
アメリカではティーボのユーザ数は2006年の400万人余りをピークに下降しており、2011年現在では200万人台になっている。理由は、アメリカではせいぜい10数局のローカル局しか受信できない無料の地上波を受信して視聴する世帯より、数百チャンネル視聴できる衛星放送やケーブルテレビなどを受信する世帯の方が、特にDVR（Digital Video Recorder）を導入するような経済的に余裕のある階層では圧倒的に多く、衛星放送やケーブルテレビの契約に月$10程度の追加料金でDVRをバンドルして貸し出すことが一般的になったためと考えられる。レンタルであれば故障した時には無償で完動品と交換してもらえ（ただし録画したファイルは機器固有の鍵で暗号化されているので機器を交換すると再生不能になる）、ハードウェアを購入する初期投資も不要であり、所有にこだわらず一括先払いよりも繰延後払いを好むアメリカ人の金銭感覚にも適合している。ティーボも一時はディレクTVと提携したモデルを販売していたが、2011年現在提携は解消されている（ただし2011年末になり提携復活の予告がある）。同様の理由で、日本で一般的な大手家電メーカの「HDD付きBD録画機」のような商品市場もアメリカでは皆無である。
また2010年代に入り高速インターネット接続の普及に伴いNETFLIXやhuluなどのクラウド型VODサービスが爆発的に普及し、定額月次費用で可動部分（ハードディスク）のない（従って安価で故障しにくい）STB経由でローカルのハードウェアの記憶容量を心配することなく視聴できるようになり、さらには普及型テレビジョン受像機にSTBの機能が内蔵される（スマートTV）ようになっただけでなく、視聴自体も「居間で家族全員」から個々人がモバイルデバイスで楽しむライフスタイルの変化が急速に起こった。これに合わせティーボもモバイルでの視聴に対応している。2016年9月にはRovi CorporationによるTiVoの買収が完了し、新生TiVoとなった。

## トピック
アメリカではTiVoが 「Would you TiVo Star Trek for me tonight?」の様に動詞として使われるほどテレビ録画を代表する商品となった(商標の普通名称化)。しかしティーボは登録商標から抹消される事を避けるため、動詞としての使用を抑制するよう働きかけている。

## TiVo ToGo （ティーボトゥーゴー）
ティーボのレコーダーからウィンドウズパソコンや携帯端末に映像を転送するサービス。